# Miss Indonézia
A Miss Indonézia  általánosan használt elnevezése, megszólítása az indonéz szépségversenyek győzteseinek. Az országban több ilyen versenyt is rendeznek, amik győztesei nemzetközi versenyeken képviselik hazájukat. A versenyek az alábbiak:
- Miss Indonesia: a győztes a Miss World versenyen vesz részt.
- Puteri Indonesia: a verseny győztese vesz részt a Miss Universe versenyen.

## Miss Indonesia
A Miss Indonesia versenyt először 2005-ben rendezték meg, az az évi győztes a Miss ASEAN versenyen vett részt. 2006 óta az első helyezett a Miss World versenyen képviseli Indonéziát.
A győztes feladatai:
- Részvétel a Miss World versenyen
- Az MNC Csoport "nagykövete" jótékonysági ügyekben
- Az UNICEF nagykövete

A versenyen való részvétel feltételei:
- Indonéz állampolgárság, 17-24 év közötti életkor, legalább 165 cm-es magasság
- A jelöltnek hajadonnak kell lennie
- Legyen szép, intelligens és legyen vonzó személyisége
- Képes legyen idegen nyelven kommunikálni
- Előnyben részesül az, aki valamilyen egyéb képességgel bír, például tud táncolni, énekelni, beszédet tartani, több nyelven beszél, stb.

### Győztesek
A győztesek táblázatában a Miss World versenyen elért helyezés látható az utolsó oszlopban.
| Év   | Tartomány       | Név                          | Helyezés                     |
| ---- | --------------- | ---------------------------- | ---------------------------- |
| 2005 | Nyugat-Jáva     | Imelda Fransisca             | Miss ASEAN 2005 2. helyezett |
| 2006 | Észak-Szulavézi | Kristania Virginia Besouw    |                              |
| 2007 | Nyugat-Jáva     | Kamidia Radisti              |                              |
| 2008 | Kelet-Jáva      | Sandra Angelia               |                              |
| 2009 | Jakarta         | Kerenina Sunny Halim         |                              |
| 2010 | Nyugat-Jáva     | Asyifa Latief                |                              |
| 2011 | Kelet-Jáva      | Astrid Elena Indriana Yunadi |                              |

### Korábbi Miss World-versenyzők
A Miss Indonesia verseny megrendezése előtt az alábbi versenyzők vettek részt a Miss World versenyen.
| Év   | Név                 | Helyezés |
| ---- | ------------------- | -------- |
| 1982 | Andi Botenri        |          |
| 1983 | Titi DJ             |          |
| 2005 | Lindi Cistia Prabha |          |

### Versenyek
- 2011

A Miss Indonesia 2011 verseny sztárvendége Alexandria Mills volt, a Miss World 2010 cím birtokosa. A döntőt 2011. június 3-án tartották a Central Park Ballroom-ban, Jakartában.
Versenyzők:
Győztes: Astrid Elena Indriana Yunadi

Helyezettek:
Néhány héttel a verseny előtt Liliana Tanoesoedibjo, a verseny szervezője kijelentette, Indonézia mindent megtesz, hogy 2014-ben az ország adhasson otthont a nemzetközi döntőnek.

## Puteri Indonesia
A Puteri Indonesia (szó szerinti fordításban "Indonézia hercegnője") egy 1992 óta megrendezett szépségverseny. A győztes a Miss Universe versenyen vett részt 1994 és 1996 között, majd a következő évtől, 1997-től kezdődően az indonéz elnök, Suharto feleségének nyomására az ország nem vett részt a nemzetközi versenyen. A 2004. évi győztes a Suharto-uralom véget érte után 2005-ben részt vett a Miss Universe-en, ahol azóta is minden évben versenyez az ország.
2005-ben a verseny második helyezettje utazott a Miss World versenyre, de a következő évben ennek a versenynek a franchise-ját elvesztették a szervezők, így azóta a második helyezett a Miss International versenyen vesz részt.

### Győztesek
A Puteri Indonesia győztesei. Az utolsó oszlop a Miss Universe versenyen elért helyezést mutatja.
| Év          | Dátum és helyszín                              | Tartomány        | Név                        | Helyezés         |
| ----------- | ---------------------------------------------- | ---------------- | -------------------------- | ---------------- |
| 1992        |                                                | Jakarta          | Indira Soediro             | visszalépett     |
| 1993        | nem volt verseny                               | nem volt verseny | nem volt verseny           | nem volt verseny |
| 1994        |                                                | Jakarta          | Venna Melinda              |                  |
| 1995        |                                                | Maluku           | Susanty Manuhutu           |                  |
| 1996        |                                                | Jakarta          | Alya Rohali                |                  |
| 1997 - 1999 | nem volt verseny                               | nem volt verseny | nem volt verseny           | nem volt verseny |
| 2000        |                                                | Jakarta          | Bernika Ifada              | nem versenyzett  |
| 2001        |                                                | Észak-Szulavézi  | Angelina Sondakh           | nem versenyzett  |
| 2002        |                                                | Nyugat-Szumátra  | Melanie Putria             | nem versenyzett  |
| 2003        |                                                | Jakarta          | Dian Krishna               | nem versenyzett  |
| 2004        |                                                | Bangka Belitung  | Artika Sari Devi           | Top 15           |
| 2005        |                                                | Jakarta          | Nadine Chandrawinata       |                  |
| 2006        |                                                | Középső-Jáva     | Agni Pratistha             |                  |
| 2007        |                                                | Kelet-Jáva       | Putri Raemawasti           |                  |
| 2008        |                                                | Jakarta          | Zivanna Letisha Siregar    |                  |
| 2009        | október 9., Teater Tanah Airku, Jakarta        | Aceh             | Qory Sandioriva            |                  |
| 2010        | október 8., Jakarta Convention Center, Jakarta | Jakarta          | Nadine Alexandra Dewi Ames |                  |

### Versenyek
- 2009

A döntő meglátogatta a Miss Universe 2009 cím birtokosa, Stefania Fernandez. A döntő 38 versenyzője: Qory Sandioriva, Ni Putu Sukmadewi Eka Utami, Survia, Audrie Adriana Sanova, Tirta Diana Sari, Testy Anggriani Maramis, Imelda Madjat Djahari Timbang, Nisrin Zainuddin, Nadia Zahara, Grace Joselini Corlesa Setiawan, Donna Bella Permata Rissi, Aluisha Saboe, Putri Hapsari Mantik,  Alexa Dhewwy, Feby Rizky Andhika Nasution, Natalia Pertiwi Hermanto,  Fiona Euis Tjatriaty Callagan, Coreana Agashi, Cherlida Riyandani, Feby Deliana, Citra Fragrantia Theodorra Mailowa, Isti Ayu Pratiwi, Anastasia Margareth Runtunuwu, Fatimah Syahnur Lubis, Dela Pria Silvia Werinussa, Medy Chairani, Serly Ernawati, Diza Ayu Fildzah, Patricia Vanessa, Rini Lindrayani, Sarinah Aria Putri,  Maya Nita, Karlina Yulianava, Meyza Mawarila Jamil, Tien Virginia Vanessa Arisoi,  Astri Wardani, Zukhriatul Hafizah Ayu Rianna Amardhi
A döntő előtt a versenyzők egy szeptember 28-tól október 8-ig tartó felkészülésen vettek részt, amit a Hotel Nikko Jakartában tartottak. A döntőn a második helyet Zukhriatul Hafizah, a harmadikat  Isti Ayu Pratiwi szerezte meg.
- 2010

A döntőn, melyen vendégként részt vett Jimena Navarrete, Miss Universe 2010 is, 38 versenyző vett részt: Juliana Puspita, Cut Nabila Azhar, Rika Pertiwi Zulfi, Mega Dwi Lestari, Gloria Daniela Pasaribu, Grace Gabriella Binowo, Ega Selviana Sarfawi, Juwita Anggraini, Seradona  Altiria, Lilian Putri Kurniawan, Faradina, Okki Rianiayu Anjani, Aisya Adiputri, Nadine Alexandra Dewi Ames, Marietta Gabriel Gladys Levina, Inda Endaliani, Yovita Agustine Lesmana, Kalia Labitta Yudhasoka, Emanuella Chrisnatasha Gunawan, Reisa Kartikasari, Betha Landes Kemala Sari, Ida Ayu Dwita Sukma Ari Pramana, Frizka Devirani, Freska Gousario, Benedikta Thia, Wenty Widiyar Pratami, Aelyn Halim, Ayu Rinda Sari, Winanda Rahmayanti Rahman, Andi Tenri Pakkua, Mayang Sandy Utama, Lenny Kumalasari, Astrid Tatumpe, Alessandra Khadijah Usman, Mythia Dyah Rengganis, Syahadia Robo, Oifance Elmerilia Falentin Sanggenafa Imbiri, Rully Chintya Ronsumbre
A 2. helyet  Reisa Kartikasari szerezte míg, a harmadikon  Alessandra Khadijah Usman végzett.

## Fordítás
Ez a szócikk részben vagy egészben  a   Miss Indonesia című angol Wikipédia-szócikk ezen változatának fordításán alapul.  Az eredeti cikk szerkesztőit annak laptörténete sorolja fel. Ez a jelzés csupán a megfogalmazás eredetét és a szerzői jogokat jelzi, nem szolgál a cikkben szereplő információk forrásmegjelöléseként.
Ez a szócikk részben vagy egészben  a   Puteri Indonesia című angol Wikipédia-szócikk ezen változatának fordításán alapul.  Az eredeti cikk szerkesztőit annak laptörténete sorolja fel. Ez a jelzés csupán a megfogalmazás eredetét és a szerzői jogokat jelzi, nem szolgál a cikkben szereplő információk forrásmegjelöléseként.
Ez a szócikk részben vagy egészben  a   Puteri Indonesia 2010 című angol Wikipédia-szócikk ezen változatának fordításán alapul.  Az eredeti cikk szerkesztőit annak laptörténete sorolja fel. Ez a jelzés csupán a megfogalmazás eredetét és a szerzői jogokat jelzi, nem szolgál a cikkben szereplő információk forrásmegjelöléseként.
Ez a szócikk részben vagy egészben  a   Puteri Indonesia 2009 című angol Wikipédia-szócikk ezen változatának fordításán alapul.  Az eredeti cikk szerkesztőit annak laptörténete sorolja fel. Ez a jelzés csupán a megfogalmazás eredetét és a szerzői jogokat jelzi, nem szolgál a cikkben szereplő információk forrásmegjelöléseként.